# Flashdance... What a Feeling
"Flashdance ... What a Feeling" é uma canção do filme Flashdance de 1983, escrita por Giorgio Moroder, Keith Forsey e Irene Cara, e interpretada por Cara. Apesar do título, a palavra "Flashdance" não é citada na letra, no entanto, no trecho "In a flash, it takes hold of my heart" refere-se ao título do filme. As faixas de apoio instrumental da canção fazem uso extensivo de sintetizadores.

## Informações
Além de atingir a primeira posição na tabela musical Billboard Hot 100, tornou-se o único single número 1 de Cara, ganhando um disco de platina em 1983. "Flashdance ... What a Feeling" foi premiado com o Oscar de Melhor Canção Original  e o Globo de Ouro de Melhor Canção Original em 1984.
Giorgio Moroder originalmente produziu "Flashdance ...What a Feeling" com Joe Esposito; a Paramount Pictures pediu então a Moroder para refazer a canção com uma artista feminina em paralelo, levando em consideração o sexo da protagonista do filme.
A canção aparece no álbum da trilha sonora original de Flashdance e no segundo álbum solo de Irene Cara, What a Feeling. Cara ganhou o Prêmio Grammy de Melhor Performance Vocal Pop Feminino em 1984 por sua performance. A canção foi também indicada para o prêmio de "Gravação do Ano".
Há letras adicionais na versão de 12" do single. As linhas "If I only could take all the love that you give, and escape to a world crystal clear" precedem as linhas "Well I hear the music, close my eyes, feel the rhythm". Há também um segundo intervalo instrumental com um solo de guitarra.
A canção foi o single número três de 1983 na tabela de fim de ano da Billboard. Em 2008, a canção foi classificada como número 26 na Billboard Top All Time 100, que comemorava o 50º aniversário do Hot 100 da Billboard.
No Reino Unido, a canção esteve durante uma semana na segunda posição do UK Singles Chart, precisamente em 5 de julho de 1983, sendo a primeira posição ocupada pela canção "Baby Jane" de Rod Stewart. "Flashdance ...What a Feeling" foi o 25ª single mais vendido de 1983 no Reino Unido.
O álbum da trilha sonora contem a versão que normalmente é executada por estações de rádio. A canção é tocada duas vezes no filme: durante a sequência de abertura e como apoio para a audição de Alex na sequência final. Ambas as versões foram gravadas especialmente para o filme e tem arranjos diferentes da versão do álbum.
No Brasil, foi a 23ª música mais tocada nas rádios em 1983.

## Desempenho em tabelas musicais

### Tabelas musicas
| Tabela(1983)                            | Posição |
| --------------------------------------- | ------- |
| Alemanha                                | 3       |
| Kent Music Report                       | 1       |
| Austrian Singles Chart                  | 4       |
| Canadian RPM Top Singles                | 1       |
| Billboard Hot 100                       | 1       |
| Billboard Hot Dance Club Play           | 1       |
| Billboard Hot Adult Contemporary Tracks | 4       |
| Billboard Hot Black Singles             | 2       |
| Dutch Top 40                            | 17      |
| European Singles Chart                  | 1       |
| Italian Singles Chart                   | 1       |
| New Zealand Singles Chart               | 1       |
| Norwegian Singles Chart                 | 1       |
| UK Singles Chart                        | 2       |
| Swedish Singles Chart                   | 1       |
| Swiss Singles Chart                     | 1       |